# Baterist
Un baterist este un instrumentist care cântă la un număr de instrumente de percuție, grupate într-un set de baterie (tobe). Execuția se face în mod simultan pe mai multe instrumente, corelate cu mâinile și picioarele instrumentistului prin mecanisme și adaptări specifice. Bateristul cântă cu mâinile folosindu-se de bețe (baghete), măturele, baghete cu un capăt acoperit în pâslă sau chiar cu mâinile goale; cu picioarele se controlează pedale cu roluri diferite sau (mult mai rar) se lovesc membranele unor tobe. Bateristul mai este cunoscut drept toboșar sau (colocvial) tobar.